# NGC 536
NGC 536 је спирална галаксија у сазвежђу Андромеда која се налази на NGC листи објеката дубоког неба.
Деклинација објекта је + 34° 42' 12" а ректасцензија 1h 26m 21,6s. Привидна величина (магнитуда) објекта NGC 536 износи 12,4 а фотографска магнитуда 13,2. Налази се на удаљености од 61,492 милиона парсека од Сунца. NGC 536 је још познат и под ознакама UGC 1013, MCG 6-4-21, CGCG 521-25, HCG 10A, PGC 5344.